# Kiwiana
Kiwiana syftar till saker och företeelser som anses typiskt nyzeeländska. Ordet kommer av att nyzeeländarna kallas, internt och av resten av världen, för kiwis (syftandes till den inhemska fågeln kivi, och inte frukten som på engelska heter "kiwifruit" eller "Chinese gooseberry").
Kiwiana måste inte vara unikt för Nya Zeeland. Marmite och Pavlovatårta är exempel på kiwiana som även är vanligt förekommande i andra länder, såsom Storbritannien och Australien.
Begreppet kan liknas vid "Americana" som syftar till samma koncept, men för USA.

## Exempel på kiwiana
- Haka, den māoriska krigsdans som de flesta rugbylag framför innan en match. Särskilt känd är landslaget All Blacks haka.
- Ormbunken, som ses som en symbol för Nya Zeeland. Särskilt vanligt är den silverfärgade ormbuken, eller "Silver Fern".
- Kivier, en fågel som endast finns i ett fåtal på Nya Zeeland. Ses också som en symbol för landet och människorna.
- Four Square, en kedja närlivsbutiker och varuhus med berömda maskoten Mr 4 Square som logo.
- Marmite, en typ av jästextrakt som används som pålägg.
- Pavlovatårta, en tårta vars ursprung och tillhörighet debatteras mellan australier och nyzeeländare.
- Sausage Rolls, ett tilltugg där smördeg lindats kring korvkött.
- Tomato Sauce, en något mer lättrinnande variant av ketchup.